# Culex cristovaoi
Culex cristovaoi är en tvåvingeart som beskrevs av Duret 1968. Culex cristovaoi ingår i släktet Culex och familjen stickmyggor. Inga underarter finns listade i Catalogue of Life.